# Godewaersvelde
Godewaersvelde é uma comuna francesa na região administrativa de Altos da França, no departamento do Norte. Estende-se por uma área de 11.89 km². Em 2010 a comuna tinha 2 088 habitantes (densidade: 175,6 hab./km²).